# Ministero delle finanze pubbliche (Romania)
Il Ministero delle finanze (in romeno Ministerul Finanțelor) è un dicastero del governo rumeno deputato alla gestione delle finanze statali.

## Storia
Il 5 aprile 2007 il Ministero delle finanze è stato fuso con quello dell'economia, la cui gestione è stata affidata a Varujan Vosganian.
Il 22 dicembre 2008 è stato ricostituito con un emendamento voluto dal governo Boc I.